# شکارچی در تاریکی
شکارچی در تاریکی (به ژاپنی: 闇の狩人 やみのかりうど) یکی از آثار نویسنده شوتارو ایکه‌نامی است. از روی این اثر فیلمی به کارگردانی هیدئو گوشا ساخته شده است که در سال ۱۹۷۹ اکران شد.